# それでもボクはやってない
『それでもボクはやってない』は、2007年1月20日に公開された日本映画。
周防正行監督による、『Shall we ダンス?』以来11年ぶりの新作映画。痴漢冤罪の訴えを題材に、日本の刑事裁判に疑問を投げかける社会派作品である。
主人公による痴漢行為は冤罪か事実かどうかは作中で描かれないため、マスコミ試写の後に有罪か無罪かの判決投票が行われた。
2007年8月には、第80回アカデミー国際長編映画賞に日本代表作品として出品された（結果は落選）。第31回日本アカデミー賞では優秀賞の1つに選出された。

## あらすじ
フリーターの金子徹平は、朝の通勤通学ラッシュで大混雑する電車で就職面接に向かっていた。電車から降りると、女子中学生から痴漢行為を咎められ、駅員室に連行された。無実を主張する金子は、示談で済ませるという妥協案を拒み、まもなくやってきた警官に逮捕・連行され、起訴された。
少女に事実確認することもできず、目撃者の女性とも話ができない中、刑事たちは彼の弁明を信じようとせず、勝手に自白調書を作って鉄平にサインさせようとする。警察の横暴なやり方に、焦燥感に駆られて心が折れかけていく徹平。
だが、彼の無実を信じる家族や親友、元彼女らの運動で、元判事の荒川弁護士や市民団体の助力を得て、徹平は証拠を固めて裁判で真実を明らかにしようとする。目撃者の女性を探し出し証人尋問を行う、再現ビデオを製作するなどの努力も行った。
しかし、「検察の立証が不十分」と考えていた若手の担当裁判官である大森判事が、突如異動となりその代わりに、検察寄りの室山判事が担当裁判官となったことで、裁判の行方には暗雲が立ちこめ始める。さらに、自身の部屋にあった痴漢もののアダルトビデオを提示されるなど、ますます状況は不利な立場になっていく。
地方裁判所の第一審では、懲役3か月（執行猶予3年）の有罪判決が下される。無罪判決を期待していた徹平は、これを不服として控訴を宣言する。

## キャスト

### 主要人物
- 金子徹平（加瀬亮） - 主人公。就職面接に向かう途中の電車内で痴漢をしたと誤解され、警察や裁判官との戦いを繰り広げる事になる。
- 荒川正義（役所広司） - 徹平の主任弁護人で元裁判官。
- 須藤莉子（瀬戸朝香） - 徹平の弁護人。当初は痴漢事件の弁護を嫌がっていた。

### 主人公の家族・知人
- 金子豊子（もたいまさこ） - 徹平の母。
- 斉藤達雄（山本耕史） - 徹平の親友。
- 青木富夫（竹中直人） - 徹平の住むアパートの大家。
- 土井陽子（鈴木蘭々） - 徹平の元彼女。
- 小倉繁（野間口徹） - 徹平の大学時代の先輩。

### 裁判官
- 大森光明（正名僕蔵） - 徹平の裁判を当初担当していた若手の元東京地方裁判所裁判官。木谷明がモデル[11][12]。
- 室山省吾（小日向文世） - 大森に代わって徹平の裁判を担当した裁判官。実在した人物をモデルにしており、名前も捩っているという[11]。
- 広安敏夫（大和田伸也） - 佐田の控訴審を担当した東京高裁裁判長。
- 広瀬邦彦（野元学二） - 特例判事補。

### 検察
- 新崎孝三（尾美としのり） - 徹平の公判立会検事。
- 宮本孝（北見敏之） - 徹平の捜査を担当した東京地方検察庁副検事。

### 弁護士
- 田村精一郎（益岡徹） - 徹平の母から相談された弁護士。
- 浜田明（田中哲司） - 徹平が呼んだ当番弁護士。アティカス法律事務所所属。

### 警察
- 西村青児（徳井優） - 警視庁岸川警察署の留置場担当の警察官[注 2]。
- 山田好二（大森南朋） - 岸川署警部補（刑事）。徹平の取り調べを担当。
- 和田精二（田山涼成） - 山田の上司。

### その他
- 古川俊子（柳生みゆ） - 徹平に痴漢をされたと訴えた女子中学生。
- 市村美津子（唯野未歩子） - 徹平を無実と考える目撃者。
- 月田一郎（田口浩正） - 徹平が現行犯逮捕された際に居合わせた。
- 佐田満（光石研） - 別の痴漢事件の被告人。一審で無罪判決を受けるが、検察が控訴し、二審で逆転有罪判決を受ける。
- 佐田清子（清水美砂） - 佐田の妻。
- 三井秀男（本田博太郎） - 留置場での同房者。
- 板谷得治（高橋長英）- 徹平の裁判の傍聴人。過去に横領罪の疑いで裁判にかけられ、一審で広安敏夫判事に有罪を言い渡された。本人曰く、潔白で横領はハメられたと徹平たちの前で語る。
- 北尾哲（山本浩司）- 同じく徹平の裁判の傍聴人。性犯罪の裁判のみ興味を持つ傍聴オタクでもある。徹平を疑い揶揄う。
- 石井洋祐、本田大輔、高橋和勧、矢島健一、今井茂雄、林田麻里、菅原大吉、鈴木浩介、桂木悠希、相川裕滋、大谷亮介、佐藤恒治、宮坂ひろし、森下能幸、嵯峨周平、中村靖日、森永健司、水谷理砂、マンモス銀次、浅沼晋平、国枝量平、亀山助清 ほか

## スタッフ
- 監督・脚本：周防正行
- 製作：亀山千広
- プロデューサー：関口大輔、佐々木芳野
- エグゼクティブプロデューサー：桝井省志
- 企画：清水賢治、島谷能成、小形雄二
- 撮影：栢野直樹
- 美術：部谷京子
- 編集：菊池純一
- 音楽：周防義和
- 照明：長田達也
- 整音：郡弘道、米山靖
- 装飾：鈴村高正
- 録音：阿部茂
- 助監督：片島章三
- エンディング音楽：「静けさの中で」作詞＆歌：tomo the tomo 作曲編曲：周防義和
- 司法監修：鳥海準、工藤裕之、冨澤伸江、安田隆彦、荒木伸治

## 製作

### 企画
監督・脚本の周防正行は、2002年12月に朝日新聞で痴漢の罪に問われた人物が東京高裁で逆転無罪を勝ち取った記事を読んだ。その記事には支援者や家族、本人の奮闘についても書かれており、日本の刑事裁判の有罪率の高さや、無罪を取るためには被告人側が無実を証明しなければいけない現状についても触れられていた。周防が考えていた刑事裁判と現実の刑事裁判の違いを感じ、それを切っ掛けとして司法関係者への取材や刑事裁判の傍聴などを行い、裁判の現実を多くの人に知ってもらいたいと考え、映画制作を決意した。刑事裁判のありかたを伝えたいと「つまらなくても作りたかった」という。

### 脚本
最初は司法のプロを前にして奮闘し、無罪を勝ち取った“素人”側の意見を聞きたいと思って取材を始めたが、取材を進めていくにつれ、新聞の記事にあったような日本の刑事裁判の現状が具体的に分かってきた。支援者には申し訳ないという気持ちもあったが、彼らの頑張り以前に、日本の刑事司法の現状に怒りを感じたため、被害者側の奮闘を讃える映画にするよりは、刑事司法について自身が疑問に思っていることをぶつけたいと考えた。つまり“怒り”がスタートだったという。ただ、それまで法律のことはあまり知識がなかったため、シナリオを書き上げるのに3年もかかった。「この映画は“怒り”という“ダークサイド”の面から作った映画ですので『スター・ウォーズ』のように、ダークサイドに落ちていなければいいな、と思います」などと述べている。またモデルになった人物からは「コメディにして笑いとばして下さいよ」と言われ、「そういうやり方もあるのかな」と考えたが、結局、「斜めから笑うよりは正面から堂々と立ち向かわないといけないな」と感じた。自身は映画監督として、今の日本の社会にこういった映画を作らされているんだと使命感を感じたことから、コメディ要素はほぼないシリアスドラマになった。
周防は痴漢冤罪事件の取材に始まり、「痴漢えん罪被害者救済ネットワーク」に関わっていた法学者に取材したり、全国痴漢冤罪弁護団会議に出席したり、各種勉強会にも出席し、元検察官の弁護士等にも取材した。シナリオのチェックを弁護士に依頼し、誤りは全てカット。裁判は200回以上傍聴。東京地裁高裁にも通い、裁判官の物腰や言葉遣いも含めて公判もたくさん取材した。最後の判決文は、裁判官にチェックしてもらいながら書き上げた。取材した法曹は分からないほどの数。取材で得た疑問点を映画の中に片っ端から詰め込もうとしたが、なかなかまとまらず、そんな中で木谷明の書いた『刑事裁判の心』（法律文化社）を読み、感銘を受け、方向性が決まり、書き上げることができた。映画完成後に木谷と対談させてもらったことから自身でも本を書いた。刑事司法の中で最も強く問題を感じたのは証拠開示といい、映画でもクローズアップされている。

### タイトル
題名がなかなか決まらず、当時のヒット映画の題名は『セカチュー』とか『いま会い』とか短縮形が流行っていたため、『それボク』と言ってもらいたくて『それでもボクはやってない』と周防が考案した。

### キャスティング
主人公の職業を実際とは違うフリーターにしたことで当てはまる役者のイメージが湧かなくなった。20代の役者に片っ端から会ったが、なかなか決められず。若く見える30代まで対象を広げたとき、加瀬亮に会ってピッタリだなと感じたという。加瀬のキャラクターに合わせて脚本も変更し、加瀬を中心に回りの役者もキャスティングした。

### 制作会社の声明
制作会社・アルタミラピクチャーズは、多くの女性が痴漢犯罪に傷つき苦しむ痴漢行為は憎むべき犯罪であり、また冤罪被害者も痴漢犯罪が生み出した被害であり、痴漢行為こそが撲滅されるべきと声明を出している。

### 演出
周防は“怒り”をスタートにはしたが「なるべく客観的な視点でいこう」という気持ちで「映画的にこうすれば面白いだろうな」という演出は一切しないで作ったという。役者にも最初に「この映画の主役は“裁判”です」と伝えた。自身が現実に見て感じた刑事裁判そのものをこの映画に込めようと思い、日本の刑事裁判について映画を観て考えてほしいと述べている。主人公の職業をフリーターにしたのも家族のいるサラリーマンを主人公にしたら、家族の苦悩に時間を割かないといけなくなるため、裁判に集中するため、比較的しがらみの少ないフリーターにした。『アラバマ物語』にオマージュを捧げているという。

### 撮影
金子徹平役の加瀬亮が『硫黄島からの手紙』の硫黄島ロケから帰ってすぐの撮影だったと話していることから、同作の硫黄島ロケは2006年4月27日とされるため、クランクインは2006年4月後半か5月始めと見られる。同年7月11日クランクアップ。実際の事件は西武新宿線ながら、劇中に登場する城北急行や岸川駅など、路線や駅名は架空のもので、駅のホームで撮影も行われているが、どこの駅か電車か分からないよう駅名標、車体の特徴などが変えられている。ただエンディングで室山省吾（小日向文世）裁判官が主文を読む際に「杉並区城北急行…」という場面がある。岸川駅として登場するのは府中競馬正門前駅で、佐田満（光石研）と金子豊子（もたいまさこ）、斉藤達雄（山本耕史）の3人で会うのは目黒駅。岸川署庁舎として登場する市役所庁舎は秦野市。荒川正義（役所広司）と須藤莉子（瀬戸朝香）が勤める弁護士事務所は九段辺りで、窓から首都高速5号池袋線を行き交うの車両が見える。何度か登場する地方裁判所の階段等は、茨城県水戸市の茨城県議会議事堂と見られる。ラストカットは最高裁判所。この他、エンドクレジットに撮影協力として、精和印刷、いばらきフィルムコミッション、アンダーソン・毛利・友常法律事務所、秦野市フィルムコミッション、あつぎフィルムコミッション協議会、さいたまスーパーアリーナ、東京ロケーションボックス、マルハン新宿店、社会文化会館、さいたまフィルムコミッションなどが表示される。全公判をリアルに描くことにこだわり、警察の留置場や取調室は実際に警察に取材し、資料をもとに作った。同行室は創作。法廷は東京地裁の法廷を実際に採寸して作ったという。東宝スタジオのセットと見られる。

## 作品の評価
- 『産経新聞』は「痴漢は許されない卑劣な犯罪ですが、冤罪が少なくないうえ、そのダメージがあまりにも大きすぎるのではとの疑問の声が出ているのも事実。そのような疑問にいち早く声をあげ、大きな話題になった邦画…そのリアルな展開は、満員電車に揺られ、いつ自分に降りかかるかもしれない痴漢冤罪におびえる世のサラリーマンに衝撃を与えた。なぜなら、本作を機に、痴漢冤罪も含め起訴後に有罪になる確率が99％以上ということが広く世に知れ渡ったから。本作以降、さすがにおかしいとの声が多発し、逆転無罪の例も出始めましたが、仮に相手の言いがかりだとしても、裁判になればほぼ勝ち目がないのが現状」などと評価している[2]。本作では全く取り上げられない「車両内への監視カメラの設置などの抜本的な解決が求めらている」などと指摘している[2]。
- 2021年に「弁護士が選ぶ法曹界を描いたドラマ・漫画・映画ランキング」映画部門で1位に選ばれた[11]。（2位『12人の怒れる男』）[11]。

### 受賞歴
- 第31回山路ふみ子映画賞：監督賞（周防正行）
- 第3回SARVH賞 新藤兼人賞2007：最優秀プロデューサー賞（桝井省志）
- 第32回報知映画賞：最優秀邦画作品賞、最優秀主演男優賞（加瀬亮）
- 第20回日刊スポーツ映画大賞・石原裕次郎賞：作品賞、監督賞（周防正行）
- 第31回日本アカデミー賞[27]：優秀作品賞、優秀監督賞、優秀脚本賞、優秀主演男優賞、最優秀助演女優賞（もたいまさこ）[9]、優秀音楽賞（周防義和）、優秀撮影賞、優秀照明賞、最優秀美術賞（部谷京子）[9]、優秀録音賞、最優秀編集賞（菊池純一）[9]
- 第81回キネマ旬報ベスト・テン：日本映画ベスト・ワン、作品賞、監督賞・脚本賞（周防正行）、主演男優賞（加瀬亮）[28]
- 第50回ブルーリボン賞：監督賞（周防正行）、主演男優賞（加瀬亮）
- 第62回毎日映画コンクール：日本映画大賞、監督賞（周防正行）
- 第17回東京スポーツ映画大賞：監督賞（周防正行）、助演男優賞（正名僕蔵）[29]
- 第29回ヨコハマ映画祭：作品賞、監督賞（周防正行）、主演男優賞（加瀬亮）[30]

### 備考
周防監督は人質司法については、「以前は、東京地裁は『否認していると勾留23日間』という現実があったのですが、今は否認しているからといって必ずしも勾留するわけではなく、2日ほど警察にいて、そのあと検察に送致。そこで検察官が勾留請求しても裁判所が却下するケースが増えているようです」とし（「痴漢冤罪#問題点」も参照）、この年の上半期に相次いだ「痴漢被疑者による線路への逃走」に触れ「ホーム上に誰かを突き落とすことになったり、線路に飛び降りて危険な目にあったり、誰かに取り押さえられたら痴漢の犯人だという証拠を与えてしまうことになるので、絶対やらないで。今は勾留期間も短くなっているので、（身分を明かして弁護士を呼ぶなどの）ちゃんとしたプロセスを踏んでほしい」と呼びかけている。周防は本作がきっかけで、日弁連からの推薦により、法制審議会の「新時代の刑事司法制度特別部会」の委員になった。

## モデルとなった事件
本作品のモデルの1人に、2000年5月30日に電車内で痴漢したとして逮捕され、懲役1年6月の有罪判決が確定し、刑務所で服役し2004年に出所した男性がいる。2015年、46歳となった男性は、東京地裁に15年前の事件について再審請求を行った。その記者会見では周防監督も同席し、再審請求のための新しい証拠となる「再現ビデオ」を制作したことを明かし、本人の無実を信じていることを語った。

## 社会的影響
2022年度東京都の痴漢被害調査では女性45.4％、男性8.6％が被害を経験しており、場所は電車内が8割を占め、7割が被害届をしていない状況にある。こういった状況を背景に、任意団体の「Stop痴漢バッジプロジェクト」では、都内高校入学から痴漢被害に苦しんだ女子高生が再犯者を捕まえたが執行猶予がついた経験を元に、缶バッジで泣き寝入りしないことを主張する活動をしている。しかし自意識過剰なブスなどの誹謗中傷が寄せられた。これらの発言者は痴漢＝冤罪との視点を持っているが、2007年の本作公開の影響が強いと活動者から指摘されている。

## 書籍
- 周防正行『それでもボクはやってない』（幻冬舎、2007年） ISBN 9784344012738[11][12]。